# Luiz Paulo Conde
Luiz Paulo Fernández Conde ComMM (Río de Janeiro, 6 de agosto de 1934 - Río de Janeiro, 21 de julio de 2015) fue un arquitecto y político brasileño. Estuvo afiliado al Partido del Movimiento Democrático Brasileño (PMDB). Fue alcalde de la ciudad de Río de Janeiro y vicegobernador del estado homónimo durante la gestión de Rosinha Garotinho. 